# Steven Horsting
Steven Horsting (Ambt Doetinchem, ±1777 - IJzevoorde, 15 april 1853) was een Nederlands burgemeester van de voormalige Gelderse gemeente Ambt Doetinchem. Voor 1825 was hij schout aldaar.

## Beknopte biografie
Horsting werd geboren als zoon van Willem Horsting en Hendrika Wolters. Toen er na de Franse tijd een schoutambt Doetinchem werd ingesteld, werd Horsting hiervan de schout. Voorheen was hij rentmeester van de Slangenburg. Toen het schoutambt in 1825 opging in de gemeente Ambt Doetinchem werd Horsting hiervan de eerste burgemeester. Op 2 januari 1843 werd hij in die functie opgevolgd door zijn zoon Gerrit Jan.